# Acanthodelta sakaraha
Acanthodelta sakaraha is een vlinder uit de familie van de spinneruilen (Erebidae). De wetenschappelijke naam van de soort is voor het eerst geldig gepubliceerd in 1981 door Griveaud & Viette.